# Tipula (Lunatipula) vesubiana
Tipula (Lunatipula) vesubiana is een tweevleugelige uit de familie langpootmuggen (Tipulidae). De soort komt voor in het Palearctisch gebied.